# Мифологема
Мифологе́ма (от др.-греч. μῦθος «сказание, предание» + λόγος «мысль, причина») — мифологические сюжеты, сцены, образы, характеризующиеся глобальностью, универсальностью и имеющие широкое распространение в культурах народов мира. Примеры: мифологема первочеловека, мифологема мирового дерева, и др. Употребляется также термин «мифологический архетип».
В античной культуре слово «мифологема» (τὸ μυθολόγημα) одним из первых употребляет Платон, и оно обозначает «сказка», «россказни». Понятие было введено в научный оборот К. Г. Юнгом и К. Кереньи в монографии «Введение в сущность мифологии» (1941).
Термин «мифологема» имеет амбивалентную природу: это и мифологический материал, и почва для образования нового материала:

Искусство мифологии определяется своеобразием своего материала. Основная масса этого материала, сохранявшаяся традицией с незапамятной древности, содержалась в повествованиях о богах и богоподобных существах, героических битвах и путешествиях в подземный мир — повествованиях («мифологема» — вот лучшее древнегреческое слово для их обозначения), которые всем хорошо известны, но которые далеки от окончательного оформления и продолжают служить материалом для нового творчества. Мифология есть движение этого материала: это нечто застывшее и мобильное, субстанциональное и всё же не статичное, способное к трансформации.
В современной литературе мифологемой часто называют мифологический мотив, сознательно перенесённый в мир современной художественной культуры.

## Примеры
- первочеловек
- богиня-мать
- женщина-судьба[3]
- мировое дерево
- ось мира
- золотой век
- Царство Пресвитера Иоанна
- острова блаженных
- рай
- ад